# Malaraeus sinomus
Malaraeus sinomus är en loppart som först beskrevs av Jordan 1925.  Malaraeus sinomus ingår i släktet Malaraeus och familjen fågelloppor. Inga underarter finns listade i Catalogue of Life.